# Rocă

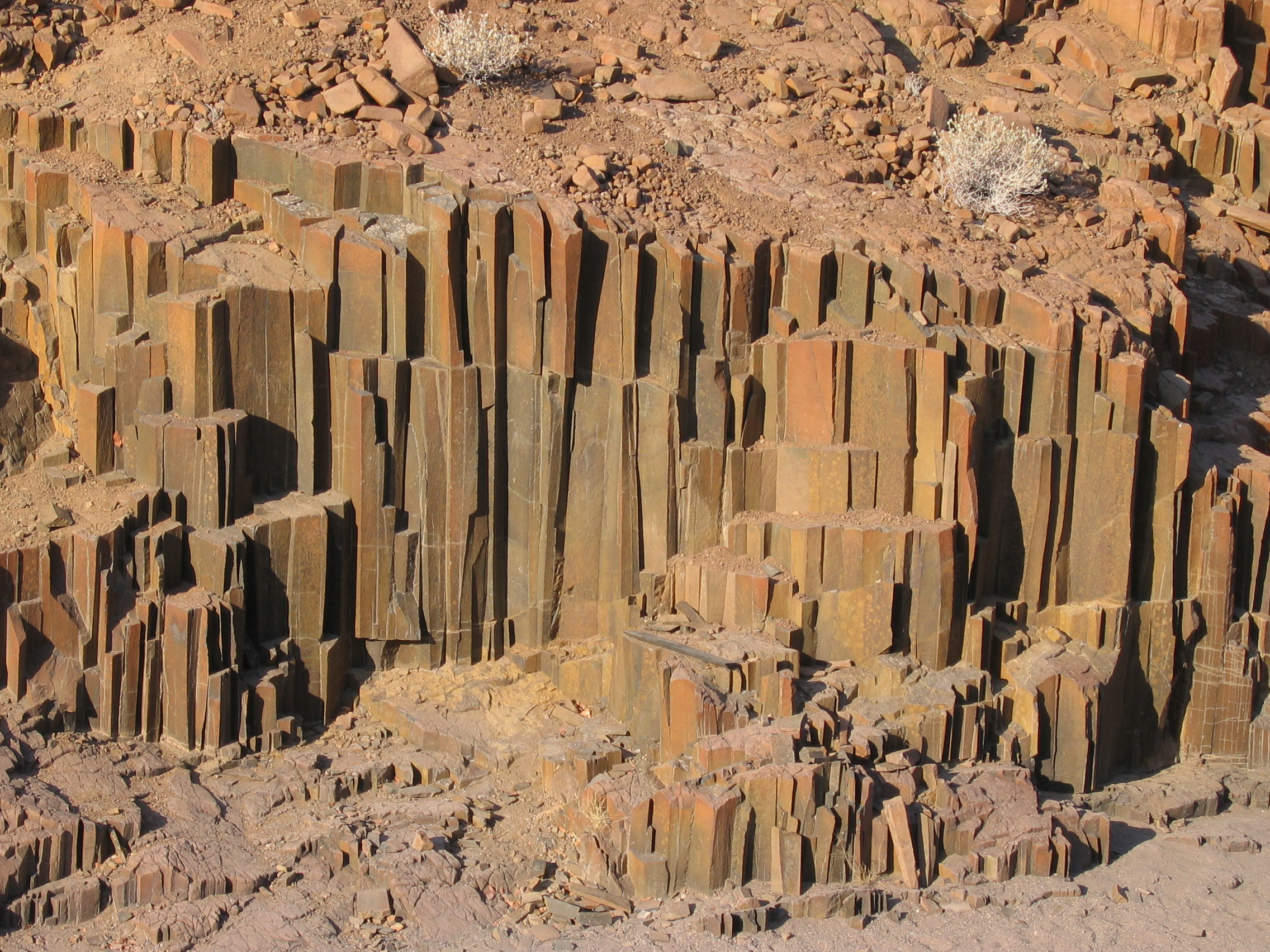
Bazalt (Namibia)

Roca este un agregat mineral natural de compoziție aproape uniformă din structura scoarței terestre. Roca utilă = rocă folosită în industrie ca material de construcție, abraziv, absorbant, material refractar, piatră de ornament etc.

## Caracteristici
Pentru identificarea rocilor se iau în considerare următoarele elemente fundamentale:
- compoziția mineralogică
- gradul de cristalizare
- mărimea cristalelor
- textura cristalelor
- dispoziția spațială a componentelor minerale.

## Clasificarea rocilor

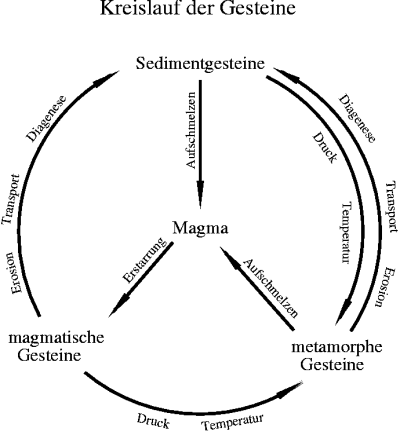
Circuitul de transformare a rocilor:(magmatice, sedimentare, metamorfice).

În funcție de geneza lor, se deosebesc:

### Roci eruptive (magmatice/vulcanice)
Sunt categoria de roci care s-au format prin mișcarea, consolidarea și solidificarea magmelor sau produselor vulcanice bogate în minerale, și se mai împart în:
- roci intrusive (plutonite), formate prin consolidarea maselor topite de silicați în interiorul scoarței (granit, granodiorit, diorit, sienit, gabro).
- roci efuzive (vulcanite), formate prin consolidarea maselor topite de silicați pe suprafața scoarței (riolit, dacit, andezit, trahit, bazalt).

### Roci sedimentare
Rocile sedimentare sunt rocile care s-au format prin erodarea sau roaderea substanțelor minerale și depozitarea acestora în lacuri sau mări prin intermediul vântului, apelor, vietăților sau prin evaporare și pot fi:
- roci clastice (detritice), formate prin depunerea materialelor rezultate în procesul de dezagregare și de alterare a rocilor de pe suprafața scoarței și transportate de către vânt, ape și ghețari:
  - neconsolidate (nisip, pietriș, grohotiș, praf, mâl, cenușă vulcanică, etc);
  - consolidate (gresie, conglomerate, brecie, loess, argilă, tuf vulcanic);
- roci de precipitare, formate prin precipitare chimică în ape marine, lacustre sau de izvoare, (calcar, dolomit, sare, gips etc);
- roci biogene (organogene), formate prin intermediul organismelor, prin transformarea resturilor de plante și animale în lipsa oxigenului, și care pot fi:
  - acaustobiolite (care nu ard): calcarele;
  - caustobiolite (care ard): petrol, gaze naturale, ozocherită, asfalt, șisturi bituminoase, chihlimbar, cărbune superior (antracit, huilă, cărbune brun), cărbune inferior (lignit, turbă).

Roci carbonatice
Calcarul reprezintă 10% din totalul rocilor sedimentare. Majoritatea calcarului se formează în medii marine din rămășițele fosilizate ale cochiliilor și scheletele micilor organisme care cad pe fundul oceanelor și, în timp, se compactează în straturi sedimentare.
Există 2 tipuri de calcar în care originile sale biologice sunt foarte evidente: coquina, o rocă cu granulație mare, compusă din fragmente de cochilii prost cimentate, și creta, o rocă poroasă, moale, formată aproape doar din cochilii și schelete ale creaturilor marine.

### Roci metamorfice
Rocile metamorfice sunt rocile formate prin schimbarea proprietăților chimice și fizice ale rocilor sedimentare și eruptive de-a lungul timpului și pot fi:
- roci de contact (epimetamorfice), formate prin transformarea rocilor existente în condiții de temperatură ridicată (șisturi sericitoase, șisturi cloritoase etc);
- roci cataclastice (mezometamorfice), formate prin transformarea rocilor existente în condițiile unor dislocații intense ale scoarței terestre (gnais, amfibolit, cuarțit etc).

Rocile reziduale s-au format prin dezagregarea și dizolvarea unor roci. Fragmentele insolubile formează alte roci. Exemple: ierra-rossa, bauxită. 

## Utilizări
Rocile pot fi folosite în industrie ca:
- materiale de construcție (cele sedimentare: calcarul și dolomitele)
- materiale abrazive;
- combustibili (cele sedimentare: antracit, huilă, țiței, cărbune, etc.)
- materii prime ceramice;
- materie primă la fabricarea cimentului;
- fondanți în siderurgie, etc.

## Stânca Gibraltar
Stanca Gibraltar este rămășița unui baraj natural care despărțea Mediterana de Atlantic acum 8 milioane de ani, când plăcile africană și euro-asiatică s-au ciocnit și au forțat ridicarea fundului mării. Astfel, s-a format o strâmtoare foarte utilizată în transporturi, între Marea Mediterană și Oceanul Atlantic.

## Coloane de bazalt
Bazaltul e o lavă foarte fierbinte și fluidă care se răspândește ușor și poate acoperi zone întinse. Pe măsură ce lava se răcește încet, se contractă și se sparge în blocuri cu 5 sau 7 laturi. Crăpăturile se întind de la vârful până la baza rocii, formând o rețea de coloane și stâlpi cu mici deschideri între ei. Exemple: Digul Uriașului, pe coasta Antrim, din Irlanda de Nord, peștera Finegal, din insulele Hebride, Coloanele de bazalt de la Racoș.